# Middelste bonte specht

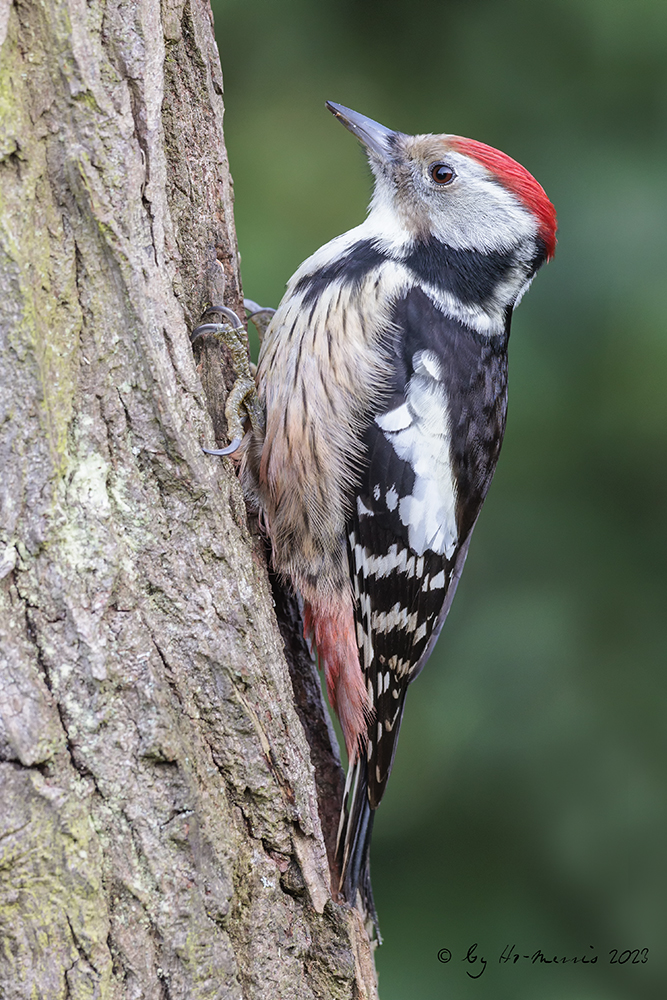
Middelste bonte specht in Limburg - België

De middelste bonte specht (Dendrocoptes medius, tot 2015 algemeen als Dendrocopos medius) is een vogel uit de familie van de spechten (Picidae). Het is een standvogel in een groot deel van Europa en het zuidwesten van Azië.
De middelste bonte specht vertoont uiterlijke overeenkomsten met de grote bonte specht (Dendrocopos major), maar is wat kleiner en meer gedrongen. In tegenstelling tot de meeste spechtensoorten hebben het mannetje en het vrouwtje vrijwel hetzelfde uiterlijk. De middelste bonte specht roffelt zelden en foerageert voornamelijk in de toppen van bomen met een ruwe bast. Hier voedt hij zich voornamelijk met insecten en boomsappen. De habitat bestaat voornamelijk uit oude loofbossen, met name bossen met veel eiken.

## Veldkenmerken
Een volwassen middelste bonte specht heeft een lichaamslengte van ongeveer 19,5 tot 22 centimeter. Dit is iets kleiner dan de grote bonte specht (Dendrocopos major), die 20 tot 24 centimeter meet. Dit verschil lijkt echter groter door de kortere snavel, de rondere kop en het gedrongener uiterlijk van de middelste bonte specht. De vleugelspanwijdte bedraagt ongeveer 34 centimeter en het gewicht varieert tussen de 50 en 85 gram.

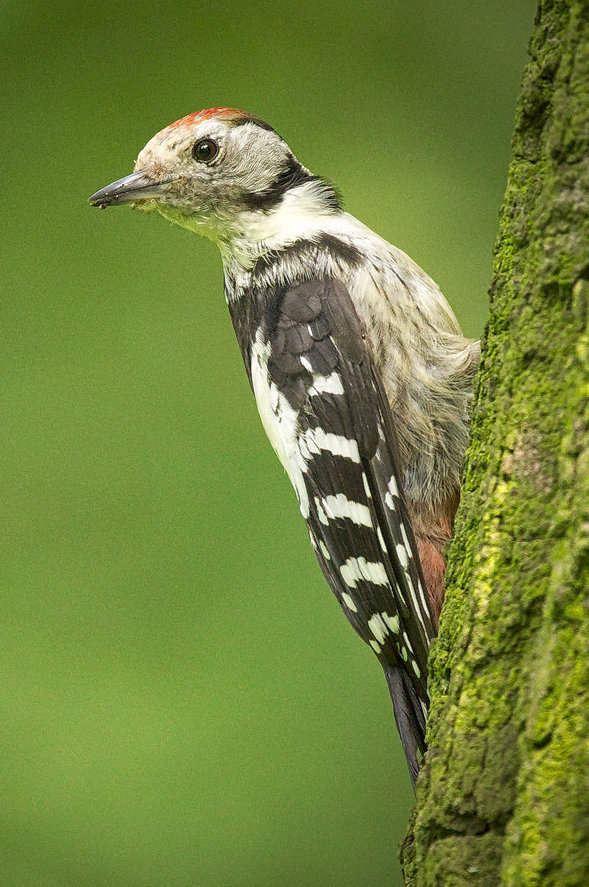
Middelste bonte specht in Wrocław, Polen

Het verenkleed van de middelste bonte specht is aan de bovenzijde glanzend zwart. De zwarte vleugels hebben witte ovale vleugelvlekken aan de basis en een witte, brede bandering. De schouder en onderzijde is wit. De borst en flanken zijn bedekt met zwarte, verticale strepen en vertonen vaak gele tinten. Van de buik tot de anaalstreek verloopt de kleur van het verenkleed van vuilroze naar rood. De staart is zwart, met uitzondering van de zwart-wit gebandeerde buitenste staartpennen.
De middelste bonte specht heeft een relatief korte, lichtgrijze snavel die minder sterk is dan bij veel andere spechten. De iris is rood tot roestbruin en steekt meestal duidelijk af in het gezicht. Het gezicht is met uitzondering van een vage donkere snorstreep overwegend wit, net als het voorhoofd, de keel en nek. Door de spaarzame zwarte veertjes in het gezicht heeft de specht soms een smoezelig uiterlijk. Het wit van het gezicht en de schouder wordt gescheiden door een horizontale zwarte vlek, die in tegenstelling tot bij de grote bonte specht niet doorloopt tot in de nek.

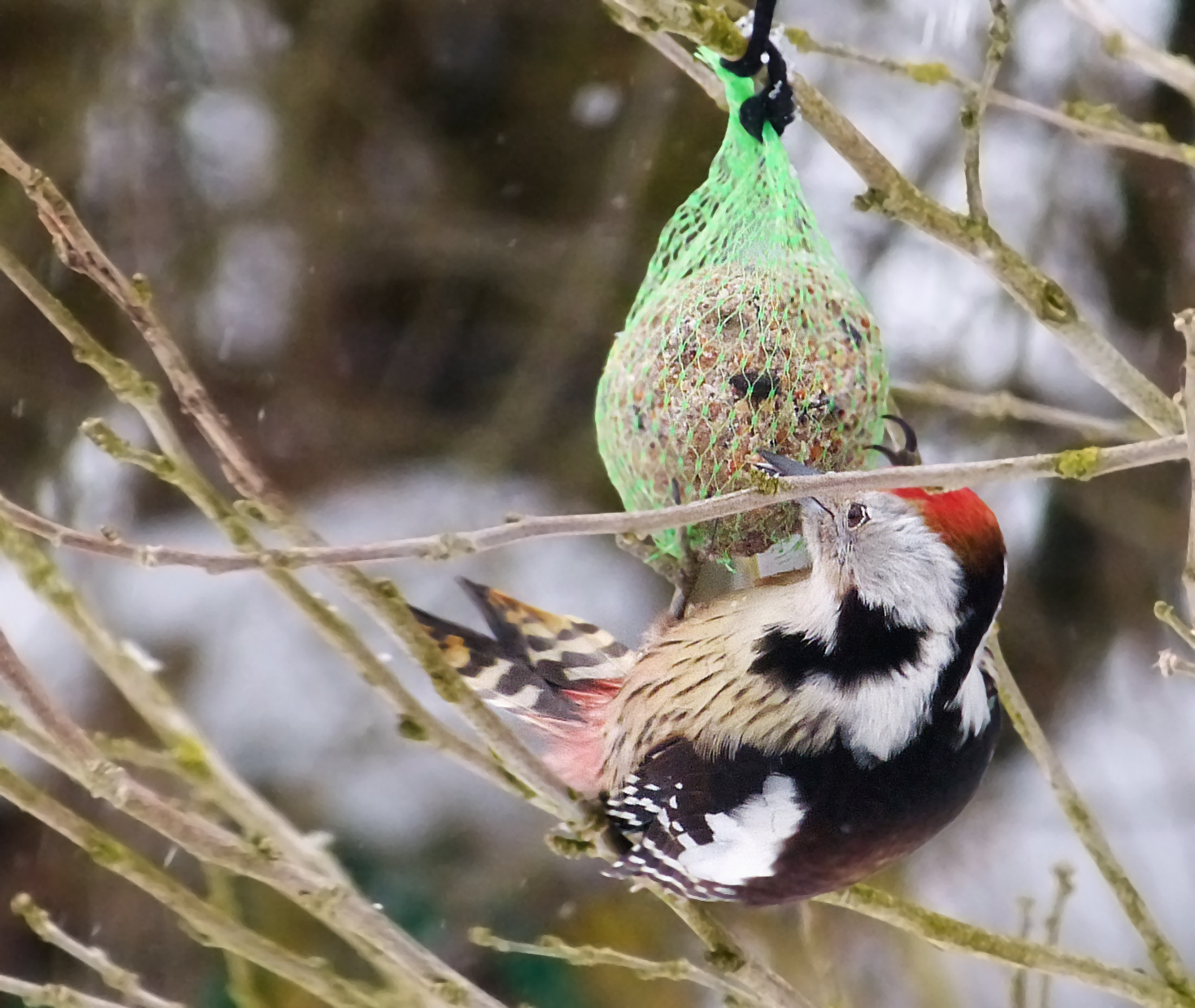
Bij het vrouwtje is de kleurgrens tussen de rode kopkap en de zwarte nek soms minder scherp dan bij het mannetje

Beide geslachten hebben een geheel rode kopkap zonder zwarte bies. Bij verstoring of opwinding worden de rode kopveren opgezet. Op het achterhoofd heeft het mannetje meestal een duidelijke grens tussen het rood van de kopkap en het zwart in de nek. Het vrouwtje heeft een iets minder felrood gekleurde kopkap. De overgang tussen het rood en het zwart op het achterhoofd is soms vager en vertoont soms ook gelige of bruinige tinten. Buiten dit verschil, dat niet altijd aanwezig is en in het veld moeilijk is te onderscheiden, bestaat er geen noemenswaardige seksuele dimorfie. Hiermee onderscheidt de middelste bonte specht zich van de meeste andere spechtensoorten.
De juveniel van de middelste bonte specht is valer en minder contrastrijk gekleurd. De kopkap is minder felgekleurd, het gezicht is grijzer, de iris is grijs of bruin, en de vleugels hebben een bruine tint.

### Onderscheid met andere soorten
De middelste bonte specht is de enige vertegenwoordiger van het geslacht Dendrocoptes in zijn verspreidingsgebied. Wel leven er een groot aantal andere 'bonte' spechten, die net als de middelste bonte specht voorheen tot het geslacht Dendrocopos werden gerekend. De kleine bonte specht (Dryobates minor) is met een grootte van 14 tot 16 centimeter aanzienlijk kleiner en heeft bovendien geen rood op de anaalstreek. De grote bonte specht en de Syrische bonte specht (Dendrocopos syriacus) hebben dat wel en zijn gemiddeld slechts vijftien procent groter dan de middelste bonte specht. Deze spechten hebben een zwaardere snavel, een feller rode stuit, een egaal witte onderzijde en aanzienlijk meer zwart in de koptekening. Alleen de mannetjes van deze soorten hebben een weinig rood op de kruin. Het mannetje van de witrugspecht (Dendrocopos leucotos) heeft net als de middelste bonte specht een gestreepte onderzijde en veel rood op de kruin. Deze spechtensoort is echter nog groter dan de voornoemde soorten en heeft bovendien wit gebandeerde vleugelveren.
De juveniel van de middelste bonte specht en bovengenoemde Dendrocopos-soorten zijn lastiger uit elkaar te houden, daar ze allen een roze anaalstreek hebben en een grote rode kopkap, al is deze in tegenstelling tot bij de middelste bonte specht zwart gebiesd. Ook de hoeveelheid zwart in het gezicht en de tekening van de vleugels zijn belangrijke determinatiekenmerken.

Gelijkende sympatrische soorten
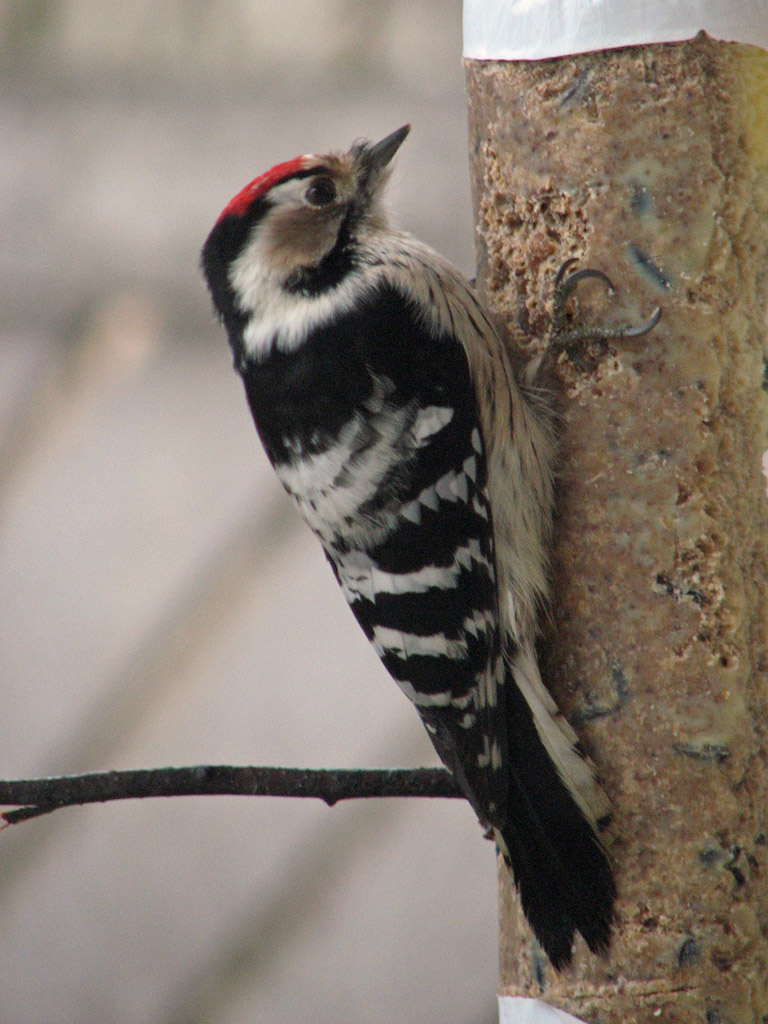
Kleine bonte specht ♂
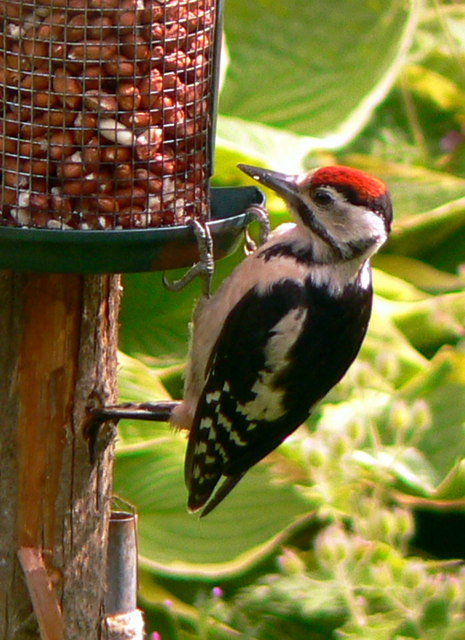
Juveniele grote bonte specht
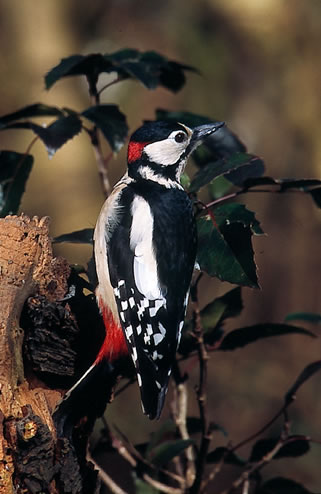
Grote bonte specht ♂
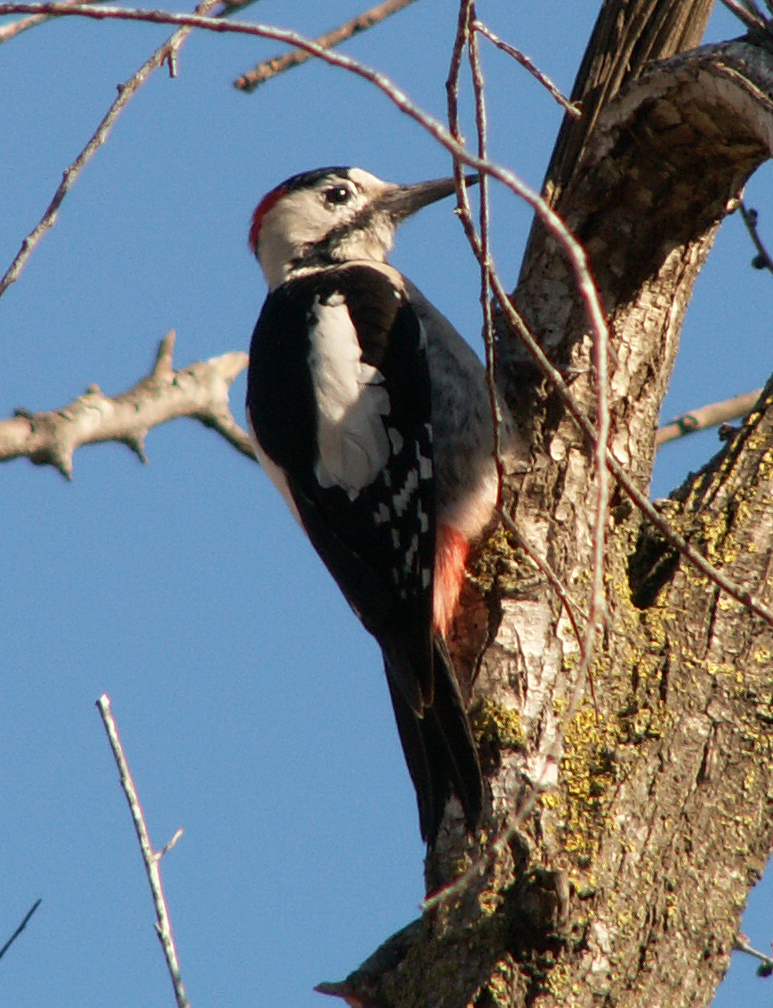
Syrische bonte specht ♂
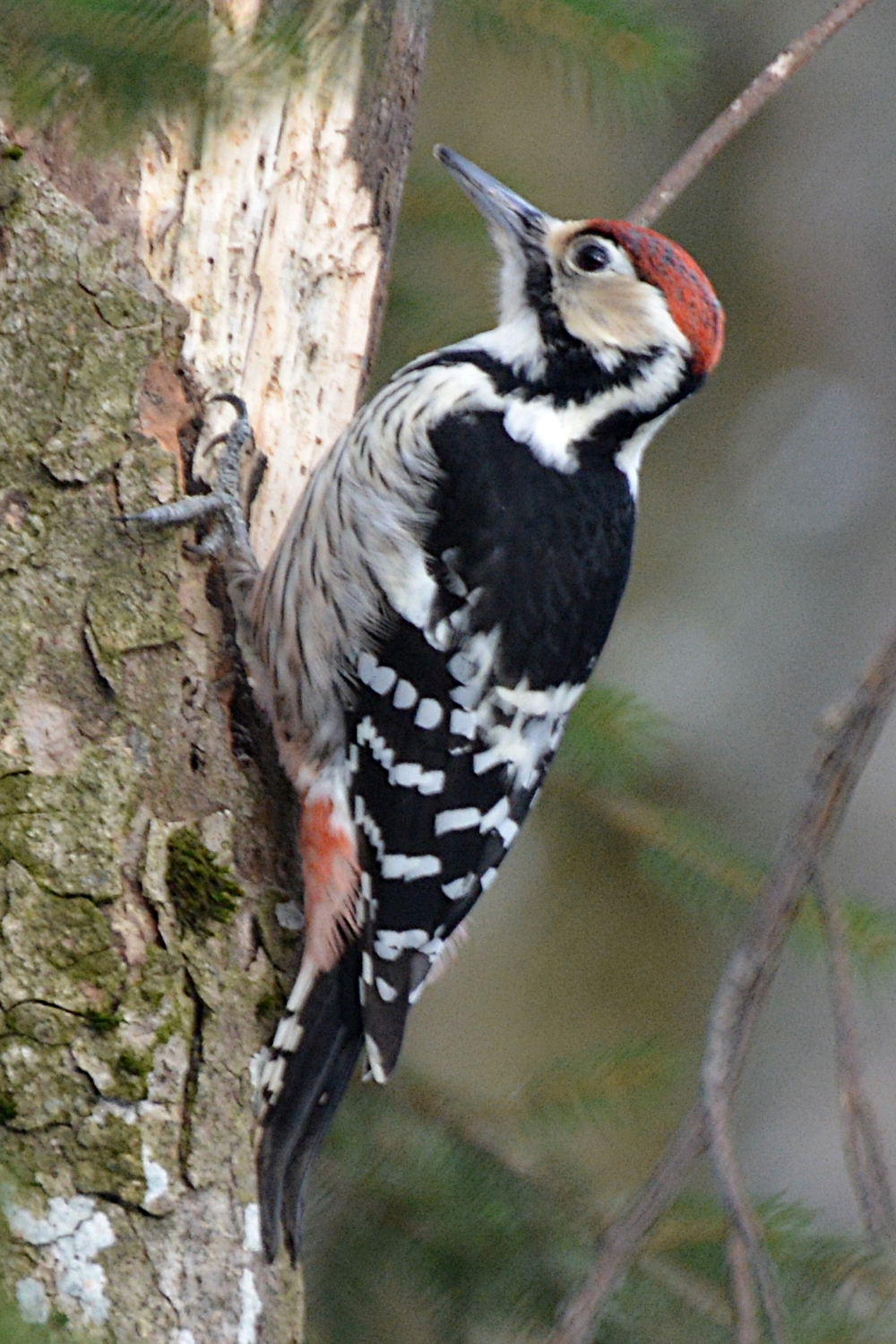
Witrugspecht ♂

## Gedrag en leefwijze

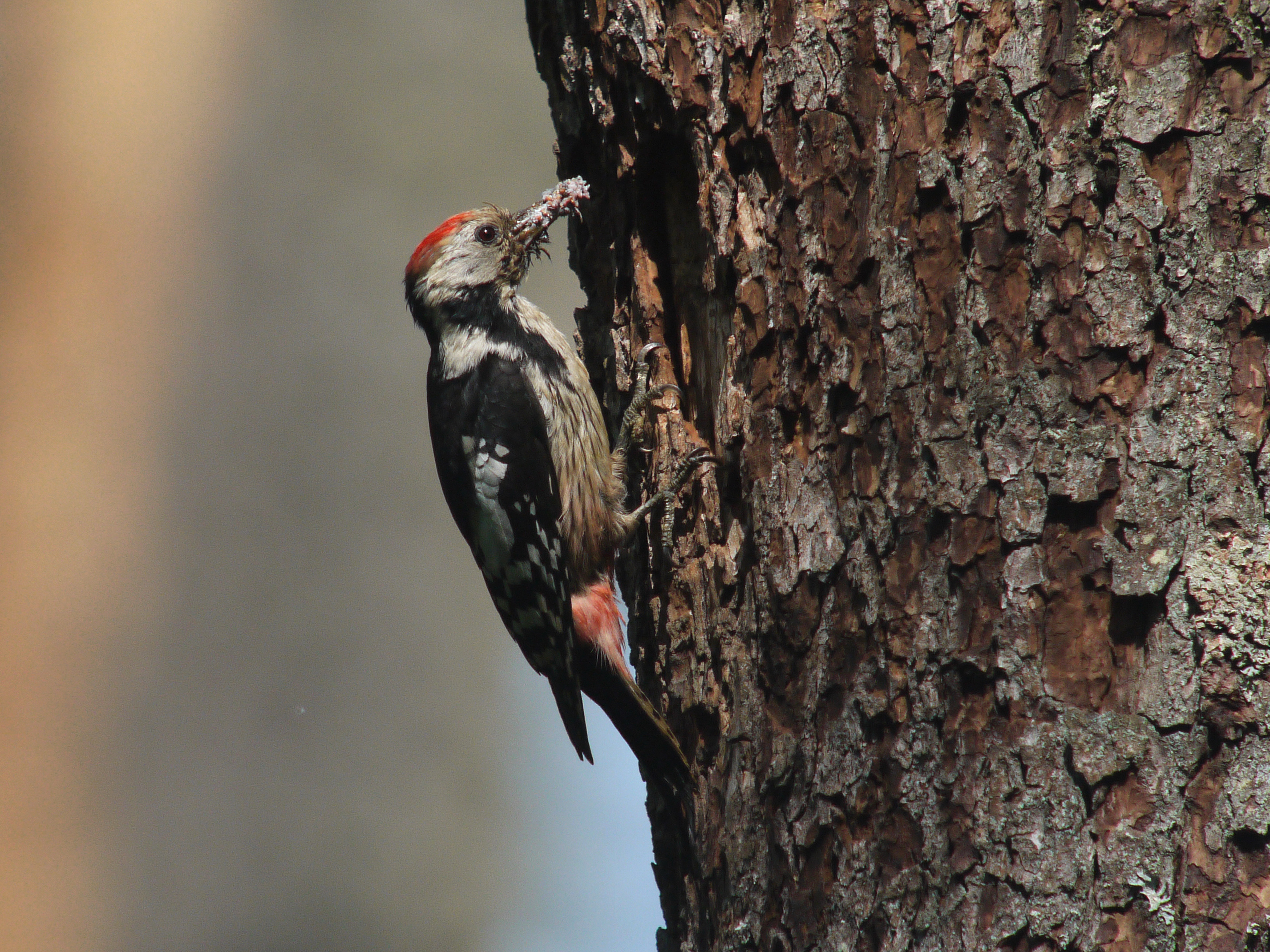
De middelste bonte specht houdt zich voornamelijk op in de middelste en bovenste boomlagen, zoals hier in het Woud van Białowieża in Polen

De middelste bonte specht is een dagactieve vogel. Hij deelt zijn dag in tussen zonsopgang en zonsondergang, maar is minder actief bij slechte weersomstandigheden. De specht is een groot deel van de dag beweeglijk op zoek naar voedsel. Hij houdt zich bij voorkeur op in de middelste en bovenste vegetatielagen van loofbomen. Hierdoor is hij relatief moeilijk te ontdekken wanneer een boom blad draagt. Vroeg in de middag wordt meestal een pauze gehouden, waarin de middelste bonte specht rust, zijn veren glad strijkt of met opgezette veren zonnebaadt. De middelste bonte specht brengt deze periode doorgaans in de bovenste boomkronen door. Reeds voor de schemerperiode verblijft hij in de nabijheid van zijn slaapplaats. Hij brengt de nacht door in een boomholte of soms in een nestkast.
De middelste bonte specht is een standvogel die zelden van territorium verhuist. Hij overwintert in zijn broedgebied. In strenge winters vergroot de middelste bonte specht meestal zijn foerageerterritorium en kan dan ook in parken of op voederplaatsen worden aangetroffen. Ook de pas uitgevlogen jonge vogels blijven in de nabijheid van het ouderlijk territorium. In een uitzonderlijk geval werd een geringde juveniel op 55 kilometer afstand van zijn oorspronkelijke broedholte aangetroffen.

### Vocale communicatie
Het vocale repertoire van de middelste bonte specht is zeer divers en veel signalen vertonen geen overeenkomst met die van andere spechten in zijn leefgebied. Met name het mannetje bakent zijn territorium af met een zang die van grote afstand te horen is en ook voor de balts wordt gebruikt (beluisterⓘ). Het bestaat uit een serie van twee tot dertig opeenvolgende slepende noten en klinkt als een klagend en miauwend kwaah-kwaah, vergelijkbaar met de waarschuwingsroep van een Vlaamse gaai. Dit geluid kan van januari tot de late herfst worden waargenomen, met een piek tijdens de baltstijd van half maart tot half april.
Bij opwinding laat de middelste bonte specht een ratelend kik-kek-kek-kek-kek-kek horen, waarbij de eerste noot het hoogste klinkt (beluisterⓘ). Deze roep lijkt sterk op die van een roodpootvalk. De alarmroep lijkt op die van de merel en klinkt als een harde tjak-tjak. De middelste bonte specht laat soms ook een zacht en bedeesd kik of djuk horen.
De middelste bonte specht roffelt zeer zelden, maar gebruikt vooral zijn zang om het territorium af te bakenen. De zwakke roffel bestaat uit 18 tot 30 gelijkmatige slagen en duurt ongeveer twee seconden.

### Voortbeweging

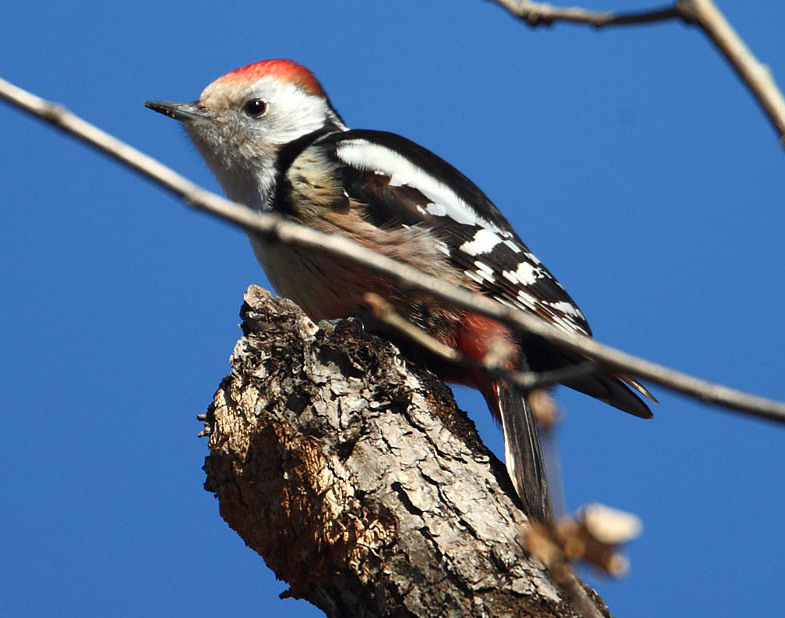
De middelste bonte specht rust vaak in horizontale houding

De middelste bonte specht beweegt zich doorgaans vlug en rusteloos en foerageert zelden lang op dezelfde plek. Hij is net als een boomklever in staat om ondersteboven langs een stam naar beneden te klimmen. Korte afstanden legt hij vliegend af, ook als hij zich naar een nabijgelegen plek op dezelfde boomstam verplaatst. De middelste bonte specht is een behendige vlieger en gebruikt krachtige en snel opeenvolgende vleugelslagen. In rust zit hij regelmatig als een zangvogel boven op een tak, in tegenstelling tot de meeste spechten die meestal horizontaal aan een stam rusten.

### Voedsel
Het voedsel van de middelste bonte spechten bestaat voor het grootste deel uit kleine insecten en hun larven en spinnen. Dit zijn met name bladluizen en verschillende boombewonende mierensoorten, zoals de glanzende houtmier en de mergelmier. Daarnaast voedt de middelste bonte specht zich met kevers, schildluizen, rupsen, langpootmuggen, muggen, vliegen en pissebedden. Houtwormen en andere houtbewonende larven worden vrijwel niet gegeten.
Plantaardig voedsel maakt een minder groot deel uit van het dieet van de middelste bonte specht dan van bijvoorbeeld de grote bonte specht. In het voorjaar voedt de middelste bonte specht zich regelmatig met boomsappen, met name van die van linden. Hij hakt daarvoor zelf gaten in de bast of zoekt door andere spechten gemaakte gaten op. In juni en juli vormen kersen en andere vruchten een belangrijke aanvulling op het voedsel. Deze worden ook aan de juvenielen gevoerd. In de herfst en de winter voedt de middelste bonte specht zich soms met noten, eikels en zaden van coniferen. Deze zaden bereikt hij door de kegelvrucht in een takvork vast te klemmen en de zaden er vervolgens uit te pikken.
De middelste bonte specht foerageert voornamelijk in de middelste en bovenste boomlagen en heeft daarbij een voorkeur voor bomen met een ruwe, onregelmatige bast, zoals eiken. Prooidieren op de stam of tussen boomschors worden meer gegeten als die zich op takken of bladeren bevinden. De specht beweegt zich snel van de ene naar de andere plek en pikt de prooidieren met snelle bewegingen van de oppervlakte. Regelmatig vliegt hij op om insecten in de vlucht te vangen. De middelste bonte specht hakt in tegenstelling tot veel andere spechten weinig in het hout en zoekt zijn voedsel zelden op de grond of in gemengde vogelgroepen. In strenge winters foerageert de middelste bonte specht ook buiten zijn territorium en verschijnt dan ook bij voedertafels.

### Conflictgedrag

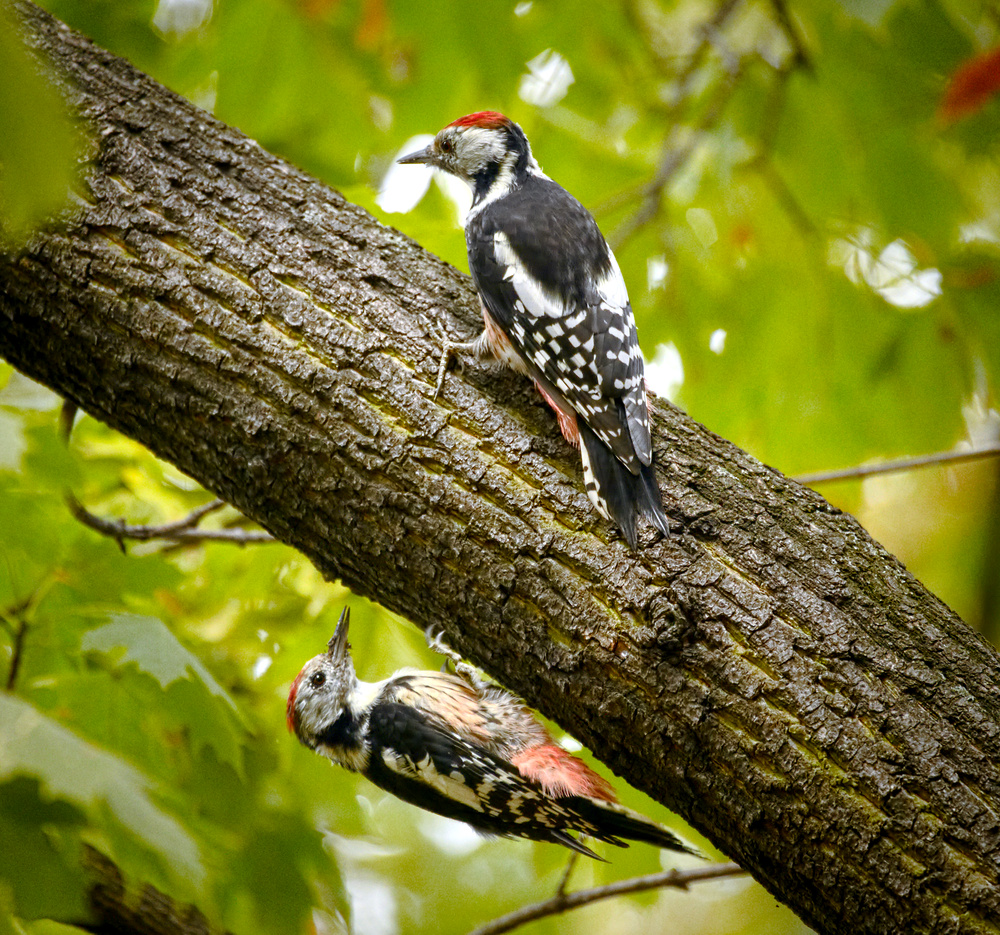
Territoriaal conflict in een stadspark in Wrocław, Polen

De middelste bonte specht verdedigt het hele jaar door op agressieve wijze zijn territorium. Ze reageren onmiddellijk op de specifieke roep van hun soortgenoten. Een mannetje zal een vrouwtje doorgaans tolereren in het winterseizoen, maar haar bij lucratieve voedselbronnen verjagen. Ook tegenover andere spechtensoorten is de middelste bonte specht toleranter, daar deze doorgaans andere foerageermethodes gebruiken. Eekhoorns en slaapmuizen die nest- of slaapholtes in gebruik willen nemen worden door agressieve vluchtaanvallen verjaagd.
De belangrijkste predatoren van de middelste bonte specht zijn de sperwer en de marter. Bij gevaar vanuit de lucht zal de specht trachten om zich in een holte te verbergen. Wanneer dit niet lukt, drukt hij zich roerloos tegen de boomstam. Marters vormen met name een gevaar voor nestjongen, daar volwassen vogels deze meestal kunnen ontvluchten door weg te vliegen. De jongen in het nest vormen ook een prooi voor veel andere vogelsoorten, waaronder ook de grote bonte specht.

## Voortplanting en ontwikkeling
Rond eind januari en begin februari begint het mannetje van de middelste bonte specht met zijn typische territoriumroep om een vrouwtje aan te trekken. Gedurende de maand maart laat hij deze roep steeds vaker horen. Wanneer een vrouwtje nadert, intensiveert het mannetje zijn klaaglijke roep, zet zijn kopveren op en vertoont een opvallende fladderende baltsvlucht. Vervolgens toont hij het vrouwtje de vaak nog onvoltooide nestholte, door naast de nestingang op de bast te hameren. Als het vrouwtje de nestholte geschikt vindt, biedt zij zich aan en volgt de copulatie. De paartijd hangt af van de locatie. In Centraal-Europa en de Benelux vinden de eerste paringen plaats in februari, met een piek in maart. In de Balkan en in Turkije begint de broedperiode enkele dagen eerder, terwijl spechten in het noordoosten van Europa iets later paren.
Tijdens het broedseizoen zijn het mannetje en vrouwtje meestal monogaam. Tussen mannelijke spechten bestaat er veel rivaliteit, wat vaak gepaard gaat met agressief gedrag. Deze rivaliteit blijft zelfs nadat er koppels zijn gevormd nog vaak voortduren. Na de broedperiode bestaat er een lossere band tussen de broedparen. Veel middelste bonte spechten vernieuwen het volgende broedjaar hun band opnieuw.

### Nestholte
De nestholte wordt uitgehakt in een boomstam of dikke tak van een loofboom, bij voorkeur in zachte houtsoorten. De middelste bonte specht kiest hiervoor bomen als populieren, wilgen of elzen, maar ook dood of beschimmeld hout. Doorgaans is het mannetje reeds begonnen voordat een koppel is gevormd. Daarna helpt het vrouwtje om het nest verder uit te hakken, al blijft het mannetje het grootste aandeel hierin leveren. In totaal bedraagt de bouwtijd minstens een week, maar meestal twee tot vier weken. In sommige gevallen echter broedt de middelste bonte specht in een eerder gebruikt nest of in die van de grote bonte specht of de kleine bonte specht. In het laatste geval zal de kleine nestholte eerst verder uitgehakt worden.
De middelste bonte specht heeft de typische gewoonte om de nestingang onder een overkapping te maken, zoals een aanhechting van een grote tak of een consolevormige paddenstoel als de echte tonderzwam. Het vlieggat heeft een doorsnede van minimaal 34 millimeter en het nest een breedte van ongeveer 12 centimeter en een diepte tussen de 20 en 35 centimeter. Nestholtes van de middelste bonte specht zijn aangetroffen van een tot meer dan twintig meter boven de grond, maar meestal op een hoogte van vijf tot tien meter. Gemiddeld genomen bouwt de middelste bonte specht zijn nest hoger dan de grote bonte specht.

### Broedsel

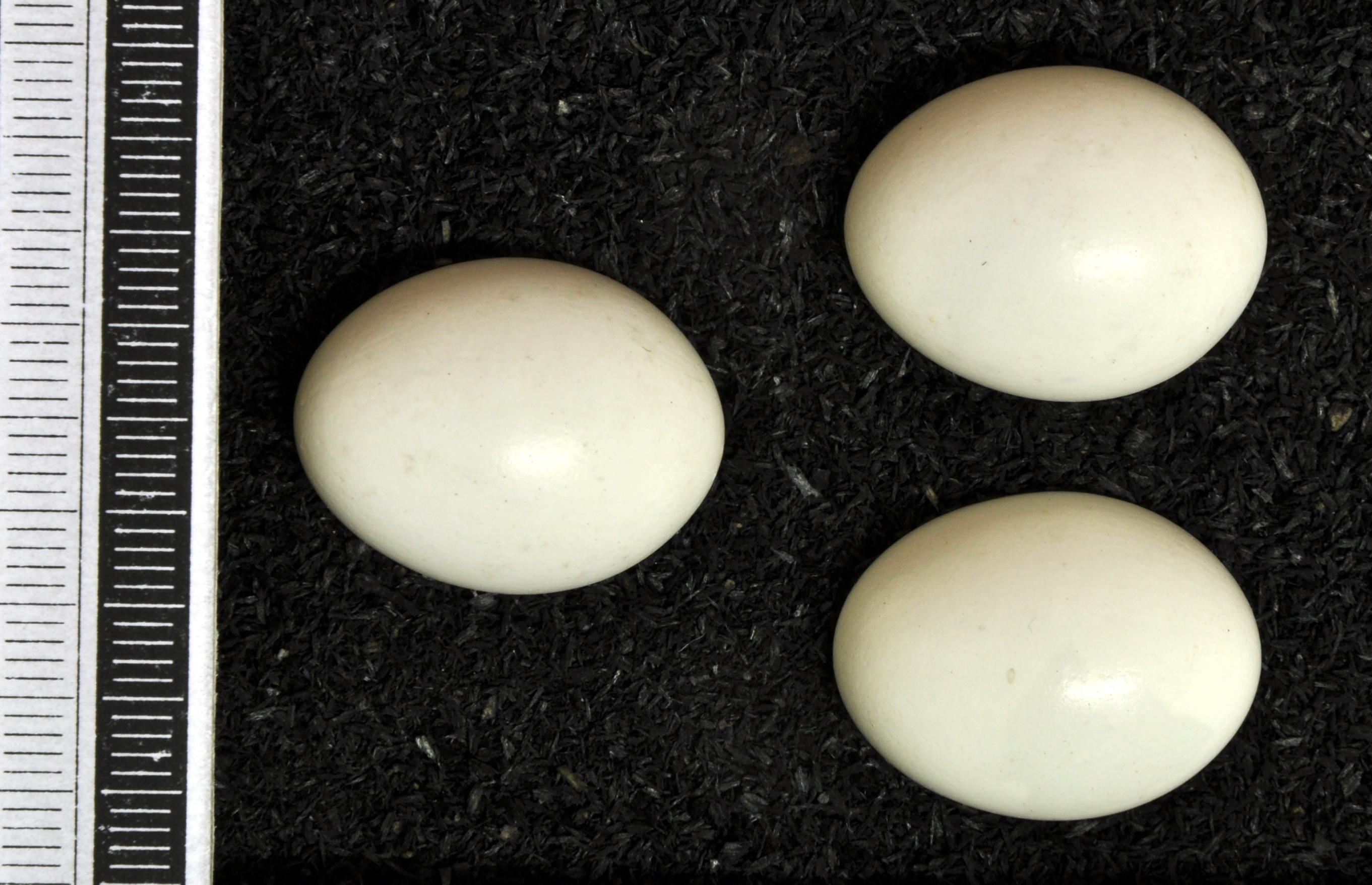
Eieren van de middelste bonte specht (Collectie Museum Wiesbaden)

In Centraal-Europa en de Benelux is de eileg op zijn vroegst in begin april, maar meestal in de tweede helft van april en in mei. Een legsel bestaat gemiddeld uit vijf of zes glanzende, zuiver witte eieren, met vier en acht als uitersten. Het ovale ei heeft een gemiddelde grootte van 18 bij 23 millimeter en weegt iets meer dan vier gram. Nadat het laatste ei is gelegd, beginnen beide ouders met het broeden; het mannetje 's nachts en het vrouwtje overdag. Na elf tot veertien dagen komen de eieren uit.

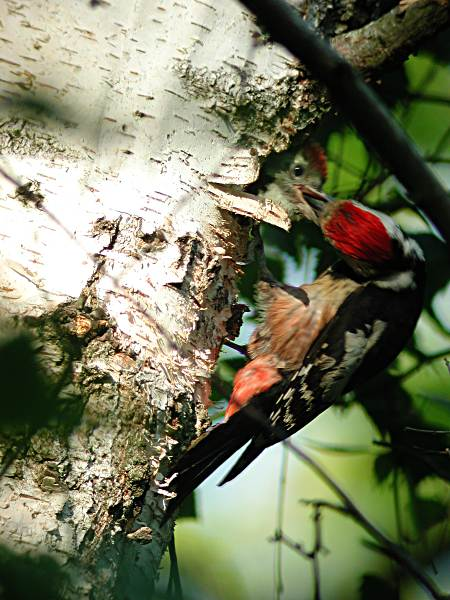
Voeren van een juveniel

Beide ouders voeren de jongen en houden het nest schoon. Aanvankelijk worden de jongen vooral met bladluizen gevoerd, later krijgen ze ook andere ongewervelden te eten. Na 20 tot 26 vliegen de juvenielen uit.
Het broedsucces bij de middelste bonte specht is nog weinig onderzocht. Een veldonderzoek in Noord-Zwitserland wees uit dat van 35 broedparen gemiddeld 2,3 jongen uitvlogen. Bij een studie in het zuidwesten van Rusland was het broedsucces met gemiddeld 5,2 uitvliegers significant hoger. Waarschijnlijk is een koud klimaat een belangrijke factor hierin. Wanneer een broedsel verloren gaat, volgt er een tweede broedsel. Normaal gesproken plant de middelste bonte specht zich één keer per jaar voort.

### Verdere ontwikkeling
Nadat de juvenielen het nest hebben verlaten, wordt de kroost doorgaans in twee groepen verdeeld, elk begeleid door een van de ouders. De jongen worden nog acht tot elf dagen gevoerd, waarna ze in de nabije omgeving disperseren. Aan het einde van zijn eerste levensjaar is een middelste bonte specht geslachtsrijp. De gemiddelde generatielengte bedraagt 5,2 jaar.

## Verspreiding en leefgebied
Het verspreidingsgebied van de middelste bonte specht in Europe en het zuidwesten van Azië beslaat een groot deel van het westelijk Palearctisch gebied. De specht komt voor van Spanje en Frankrijk in het westen tot in de Baltische staten, West-Rusland en de Balkan in het oosten. In het zuidoosten reikt het gebied tot in Iran en de Kaukasus. In het zuiden komt hij lokaal voor in Centraal-Italië, Griekenland en Turkije. De noordelijke grens van het verspreidingsgebied loopt door het oosten van België, het zuidoosten van Nederland en het noorden van Duitsland. Hij ontbreekt op de Britse Eilanden en Scandinavië, al broedde hij voor de jaren 80 van de 20e eeuw nog in Zweden.

### Habitat
De middelste bonte specht foerageert bij voorkeur in loofbomen met een ruwe bast, vooral in oude Eiken, haagbeuken en iepen. Zijn leefgebied bestaat meestal uit bossen waar deze bomen talrijk zijn en waar open plekken worden afgewisseld met dichte bosschages. In gebieden waar deze bossen zijn verdwenen, leeft de middelste bonte specht ook in gemengde bossen. Sterk gefragmenteerde bossen, bossen kleiner dan tien hectare en naaldbossen worden echter vermeden.
In Centraal- en Oost-Europa is de middelste bonte specht voornamelijk te vinden in lager gelegen gebieden en heuvels. Broedplaatsen boven de 900 meter boven zeeniveau zijn niet waargenomen. In Italië, Griekenland en Turkije komen echter ook broedgebieden tot op een hoogte van 1700 meter voor. In de Kaukasus en Iran broedt de middelste bonte specht zelfs nog hoger.
In een optimale habitat kan de dichtheid van de broedparen zeer hoog zijn. In het oosten van het Oostenrijkse Wienerwald werden gemiddeld bijna vier broedparen per tien hectare waargenomen. Gemiddeld zijn de broedterritoria echter veel groter, meestal tussen de tien en twintig hectare.

### Beschermingsstatus

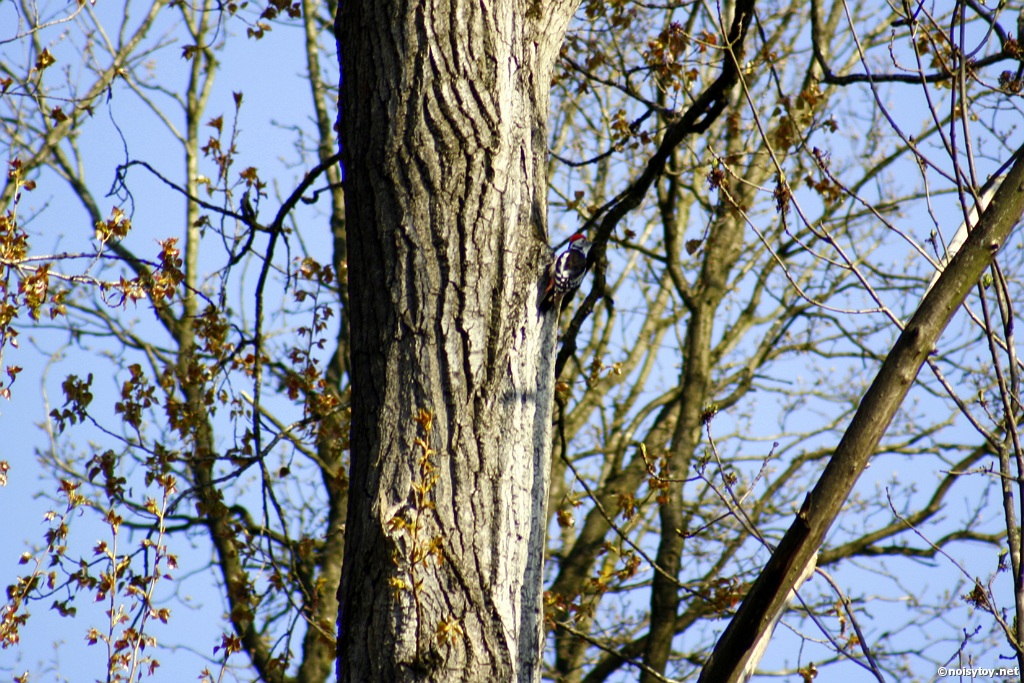
Middelste bonte specht in De Brand, Noord-Brabant

De grootte van de totale populatie middelste bonte spechten werd in 2015 geschat op 600.000 tot 1.400.000 volwassen dieren. Het grootste deel hiervan leefde in Europa, tot wel 1.360.000 exemplaren. De oppervlakte van het verspreidingsgebied wordt geschat op 8.560.000 vierkante kilometer. Zowel de populatie als de grootte van het verspreidingsgebied neemt steeds meer toe. De status van de middelste bonte specht is derhalve als 'Niet Bedreigd' opgenomen op de Rode Lijst van de IUCN.
De veroudering van loofbossen, met name die met eiken, zorgen voor een toename in veel delen van Europa. In Wit-Rusland en Zwitserland is er aan het begin van de 21e eeuw een opvallende stijging van het aantal broedparen. In België verspreidt de middelste bonte specht zich vanaf het zuidoosten steeds verder naar het noorden en het westen. In Nederland verdween hij rond 1980 als zeldzame broedvogel, maar vanaf 1996 werden weer broedgevallen in Midden- en Zuid-Limburg waargenomen. In de loop der tijd is de grens van het verspreidingsgebied richting het noordwesten verschoven en heeft de middelste bonte specht zich gevestigd in Noord-Brabant, de Achterhoek, Twente en het Rijk van Nijmegen. In 2006 broedden er minstens 130 paartjes in Nederland. Buiten de broedtijd is hij enkele keren op de Waddeneilanden waargenomen.

## Taxonomie

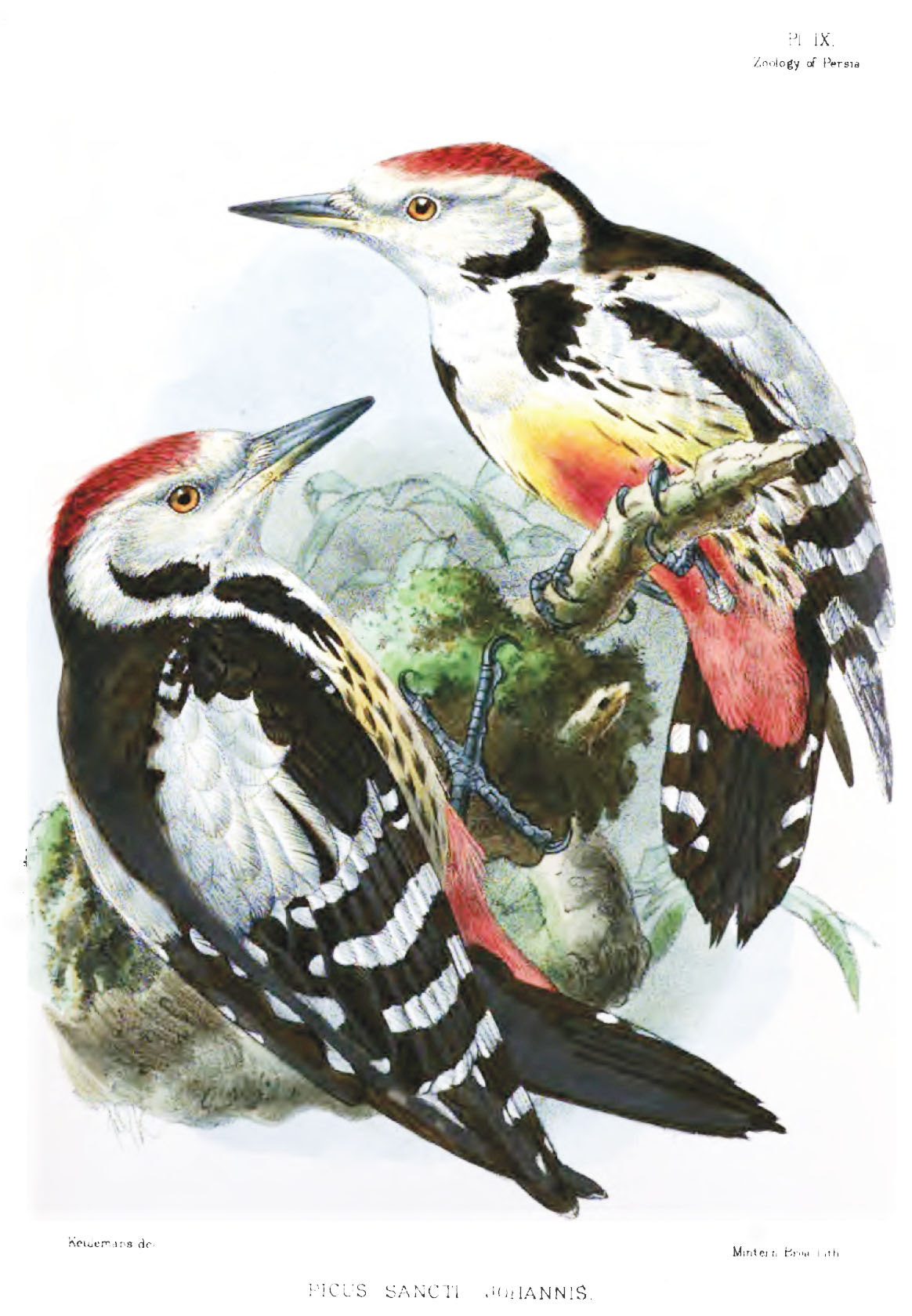
Illustratie D. m. sanctijohannis uit 1876

De wetenschappelijke naam van de soort werd in 1758 als Picus medius gepubliceerd door Carl Linnaeus. Hij baseerde zich bij deze naam op eerdere afbeeldingen en beschrijvingen door Conrad Gesner, Ulisse Aldrovandi, Francis Willughby, John Ray en Fredrik Hasselquist. In 1816 plaatste Carl Ludwig Koch de soort met de andere bonte spechten in het geslacht Dendrocopos, waarin het, samen met de als nauwste verwanten beschouwde streepborstspecht (D. atratus) en vaalborstspecht (D. macei) lang bleef. In 2015 werd, op basis van moleculair fylogenetisch onderzoek, de middelste bonte specht in het geslacht Dendrocoptes geplaatst. Daarmee was het debat over de klassering van de spechten nog niet voorbij, en die van de middelste bonte specht vormt geen uitzondering. Terwijl sommige taxonomen nog het geslacht Dendrocopos aanhouden, plaatsen anderen de soort in het geslacht Leiopicus. In 2016 stelde het taxonomisch comité van de British Ornithologists' Union voor om zowel Dendrocoptes als Leiopicus samen te voegen met het omvangrijke geslacht Dendropicos.

### Ondersoorten
Er worden vier ondersoorten van de middelste bonte specht onderscheiden:
- D. m. medius, van Europa tot westelijk Rusland
- D. m. caucasicus (Bianchi, 1905) in noordelijk Turkije en verspreid in de Kaukasus
- D. m. anatoliae (Hartert, 1912) in westelijk en zuidelijk Turkije.
- D. m. sanctijohannis (Blanford, 1873) in het Zagrosgebergte in zuidwestelijk Iran

Onderling bestaat er weinig verschil in uiterlijk tussen deze ondersoorten. Over het algemeen zijn de noordelijk voorkomende ondersoorten groter, lichter gekleurd en met minder strepen in het verenkleed.
grote bonte specht (Dendrocopos major) ·
middelste bonte specht (Dendrocoptes medius) ·
kleine bonte specht (Dryobates minor) ·
zwarte specht (Dryocopus martius) ·
groene specht (Picus viridis) ·
grijskopspecht (Picus canus)* ·
draaihals (Jynx torquilla)